# Ignacio Velásquez
Ignacio Velásquez (n. 28 de diciembre de 1998) es un atleta chileno que se especializa en carreras de fondo.

## Carrera atlética
Obtuvo su primera experiencia internacional en 2017 cuando terminó quinto en los 1500 metros en el Campeonato Sudamericano Sub-20 con un tiempo de 4:08.18 minutos y terminó séptimo en los 5000 metros con un tiempo de 15:24.77 minutos. Luego terminó décimo en los 5000 metros en el Campeonato Panamericano Sub-20 de Trujillo con un tiempo de 15:21.75.[cita requerida] En 2021 finalizó séptimo en los 10.000 m en el Campeonato Sudamericano de Guayaquil con un tiempo de 30:58.27, y al año siguiente finalizó quinto en el Campeonato Iberoamericano de La Nucia con un tiempo de 14:03.13 minutos para los 5000 metros. Luego terminó cuarto en los Juegos Bolivarianos de Valledupar con 14:36.65 minutos en los 5000 metros y ganó la medalla de bronce en los 10.000 metros con 29:59.96 minutos detrás de los bolivianos Vidal Basco y Héctor Garibay. En octubre de 2022 participó en los Juegos Sudamericanos de Asunción, donde ganó la medalla de bronce en los 5000 metros con 14:01.12 detrás del argentino Federico Bruno y el uruguayo Santiago Catrofe. También consiguió la medalla de plata en los 10.000 metros por detrás de su compatriota Carlos Díaz.
En 2021 Velásquez se proclamó campeón de Chile en los 10.000 metros planos.

## Récords personales
- 1500 metros: 3:54.45 min, 5 de octubre de 2019 en Santiago de Chile
- 3000 metros: 8:07.71 min, 3 de abril de 2022 en Concepción del Uruguay
- 5000 metros: 13:51.67 min, 1 de abril de 2022 en Concepción del Uruguay
- 10.000 metros: 29:19,64 min, 5 de marzo de 2022 en Temuco